# Jamie Stevenson
Jamie Stevenson (født 25. marts 1975) er en skotsk orienteringsløber og eliteløber bosiddende i Danmark og bor i Hillerød som stiller op for den danske orienteringsklub Tisvilde Hegn OK, samt løbeklubben Blovstrød Løverne.
Han er tidligere britisk mester i orienteringsløb, og tidligere verdensmester i orienteringsdicilinen sprint. I 2008 løb han WM-guldet hjem for Storbritannien i O-stafet og har desuden 4 Dm-guld i forskelige orienteringsdicipliner. Han betragtes derfor altid som en af de store outsidere til de danske mesterskaber i cross.